# Polak w Podróży – Zaniemyski Festiwal Przygód
Polak w Podróży – Zaniemyski Festiwal Przygód – festiwal podróżniczy, organizowany od 2019 r. w Zaniemyślu.

## Historia i organizatorzy

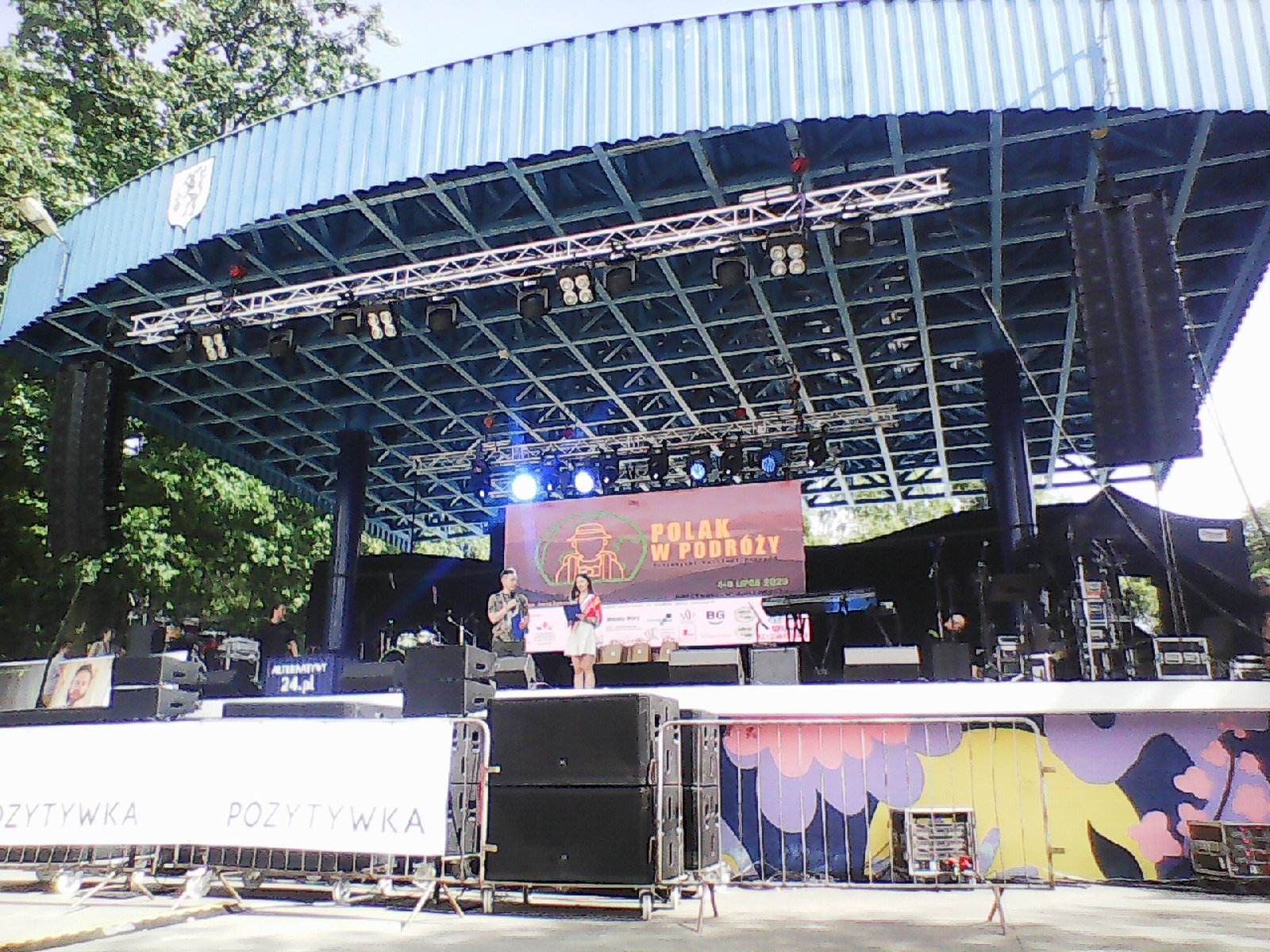
Amfiteatr w Zaniemyślu – scena festiwalu (2025)

Pomysłodawcą i organizatorem festiwalu jest Jędrzej Józefowicz, prowadzący portal Polak w Podróży z siedzibą w Środzie Wlkp.. Pierwsza edycja imprezy odbyła się pod nazwą Zaniemyski Dzień Podróżnika w 2019 r. w Gminnym Ośrodku Kultury w Zaniemyślu. W latach 2021–2022 impreza miała miejsce w sezonie letnim w plenerze na Wyspie Edwarda, a 2023 i 2024 r. znowu była organizowana w sezonie jesiennym w sali GOK
W 2025 r. formuła festiwalu uległa zmianie. Zmieniono nazwę z Zaniemyskiego Dnia Podróżnika na Polak w Podróży – Zaniemyski Festiwal Przygód i ponownie przeniesiono go w plener (scena amfiteatru nad Jeziorem Raczyńskim w Zaniemyślu), gdzie jest organizowany w sezonie letnim; wydłużono też czas jego trwania (4–6 lipca).
Finansowo i organizacyjnie wydarzenie jest wspierane przez gminę Zaniemyśl i jej instytucje (Gminny Ośrodek Kultury i Bibliotekę Publiczną), lokalne media („Gazetę Średzką” i „Głos Powiatu Średzkiego”) i podmioty gospodarcze.
Podczas festiwalu prowadzone są spotkania z podróżnikami, którzy opowiadają o swoich wyprawach, można też nabyć książki ich autorstwa. Festiwalowi towarzyszy koncert muzyki country – Piknik Country Przystanek do Mrągowa.